# Ett kort uppehåll på vägen från Auschwitz
Ett kort uppehåll på vägen från Auschwitz är en roman av Göran Rosenberg, utgiven på Albert Bonniers Förlag 2012. Boken handlar om Rosenbergs föräldrars liv efter kriget och i synnerhet hans fars väg från Auschwitz.
Rosenbergs föräldrar Dawid Rozenberg och dåvarande fästmö Hala Staw skildes åt på selektionsrampen i Auschwitz men lyckades mirakulöst nog överleva och återförenas för att senare hamna i Södertälje, som i boken lyser av välfärdsstatens optimism och 50-talsidyll.
Göran Rosenberg återberättar med ett gediget researcharbete sin fars resa från Polen via tyska läger till Sverige. Han ger en bild av Nazitysklands deportations- och förintelsemaskineri, där tillfälligheter eller små mirakel bidrar till att Dawid Rozenberg överlever och kommer till Sverige.
Dawid Rozenbergs strävan efter gottgörelse och erkännande möts av misstro och bagatelliserande. Detta får en drabbande kraft och bidrar till att han 1960 berövar sig sitt liv.
Boken tilldelades Augustpriset 2012 i den skönlitterära klassen.

## Utgåvor
- 2012 –  Ett kort uppehåll på vägen från Auschwitz. Stockholm: Bonnier. Libris 12340025. ISBN 9789100126278
  - 2013 –  (på tyska) Ein kurzer Aufenthalt. Berlin: Rowohlt Berlin. Libris 13980342. ISBN 3871344613
  - 2014 –  (på engelska) A brief stop on the road from Auschwitz. London: Granta. Libris 17082234. ISBN 9781847087782
  - 2014 –  (på franska) Une brève halte après Auschwitz. Paris: les Éd. du Seuil. Libris 16549176. ISBN 9782021101713 BR.
  - 2014 –  (på hebreiska) ‛Atsirah ḳetsarah ba-derekh me-Oshṿits. Tel-Aviv: Miśkal. Libris 16465842. ISBN 9789655457353